# 최병학 (법조인)
최병학(崔秉鶴, 1942년 ~)은 수원지방법원 등에서 법원장을 역임한 법조인이다.

## 생애
서울고등법원 부장판사로 재직하던 1995년에 서울지방법원 동부지원장에 임명된 이래 창원지방법원 대전지방법원 등에서 법원장을 했다. 수원지방법원에서 법원장으로 재직하던 2004년초에 법관 단일 호봉제가 시행된 이후 법원장에서 고등법원 부장판사로 옳기는 첫번째 판사가 됐던 최병학은 2004년 2월 11일 대법원 내부 통신망 코트넷에 '귀향’이란 제목의 글에서 "아내와 주변 사람들은 법원장에서 부장판사로 강등 되느니 명예롭게 은퇴해 변호사 개업이나 하라고 권했다"며 "그러나 법관들이 정년까지 재판업무에 종사하다 퇴직하는 제도가 정착돼야 한다는 생각에서 결단을 내렸다"고 하면서 "30년 동안 법관생활을 하며 많은 혜택을 받아왔는데 이제와서 속좁게 처신할 수는 없었다"고 했다.
박범계는 자신이 수원지방법원 부장판사를 그만 둘 때 최병학 법원장이 "당선 가능성도 없는 사람을 위해 사직한다"고 말했다고 밝혔다.

## 주요 판결
- 대전고등법원 형사부 재판장으로 재직하던 1993년 12월 30일에 홍성군 다방 연쇄 강도,강간 등으로 구속되어 1심에서 징역12년을 선고받은 피고인에 대해 "재판 과정에서 증인들의 증언이 자주 바뀌거나 불명확한 경우가 많고 사건 당일 알리바이가 성립되는 점을 참작하면 범죄를 증명할 증거가 없다"며 원심 판결을 깨고 무죄를 선고했다.[3]
- 대전고등법원 특별부 재판장으로 재직하던 1995년 4월 14일에 왼손 장애가 있는 사람이 "7급 행정직 공채시험에서 합격권에 들었으나  군필자에게 부여하는 가산점을 받지 못해 불합격됐다"며 충청남도청을 상대로 7급 행정직 공채시험 불합격 처분 취소 청구소송에서 "9급160명, 7급 41명을 선발하는 시험에서 장애인고용촉진법을 통합해 적용하여 전체 209명의 2%인 4.18명 중에서 4명만 선발했다"면서 "충청남도가 불합격처리한 것은 모집인원 2%이상의 장애인을 채용해야 한다는 장애인고용촉진법 34조 2항을 위반한 위법이다"며 원고 승소 판결했다.[4]
- 서울고등법원 형사5부 재판장으로 재직하던 1996년 2월 23일에  북한 공작원 이재일에게 국내 동향을 보고하여 1심에서 국가보안법위반(국가기밀탐지 등)으로 징역7년 자격정지7년이 선고된 한국외대 박창희 교수에게 "대학에 있으면서 독도 문제 등 일제 찌꺼기 청산에 기여한 학문적 공로를 참작한다"며  징역3년 6월 자격정지3년6월을 선고했다.[5] 4월 13일에 록카페에서 우연히 만난 여자를 성폭행하여 구속되어 1심에서 징역2년을 선고받은 피고인에게 "성폭행을 당한 피해자가 가해자에게 입맞춤을 하고 우산을 주는 등 호의적 행동을 했더라도 이는 피해자가 가해자의 심리적 안정을 유도해 자신을 보호하기 위한 목적으로 불가피하게 취한 행동으로 봐야 한다"며 1심 판결을 유지했다.[6] 7월 30일에 정부의 허가없이 1995년 방북하여 구속된 정민주, 구혜정 등 대학생 2명에게 "통일은 민족의 중대 과제 임이 틀림없으나 피고인들이 정부 허가없이 방북해 북한의 주장에 동조하고 찬양한 것은 자유민주주의 기본질설르 위협한 행위"라고 하면서 1심의 징역3년을 유지했다.[7] 8월 1일에 김영삼 대통령의 차남 김현철의 명예를 훼손하여 구속되어 1심에서 징역1년6월 벌금100만원을 선고받은 한약업자정재중에게 ""한약업자 측이 김현철 측에 1억2천만원을 줬다고 주장한 것은 그 내용을 진실하다고 믿을 만한 충분한 이유가 있어 출판물에 의한 명예훼손이 성립되지 않는다"며  보건범죄단속에 관한 특별조치법 위반죄 등을 적용하여 징역1년 집행유예2년을 선고했다.[8] 8월 15일에 생활고 때문에 8살 외아들과 동반자살을 기도해 아들을 숨지게 한 혐의로 구속된 피고인에 대해 "아들이라고 소유물일 수는 없다"며 살인죄를 적용해 징역6년을 선고했다.[9] 8월 20일에 기업결합 등의 심사과정에서 기업으로부터 뇌물을 받아 1심에서 징역2년6월 추징금5100만원이 선고된 공정거래위원회 독점국장 이종화에 대해 수뢰액이 5000만원이상 일 때 10년이상 징역 또는 무기징역에 처하는 특가법 뇌물죄[10]를 적용하여 징역2년6월 집행유예3년 추징금5100만원을 선고하면서 뇌물을 건네 1심에서 징역6월 집행유예1년을 선고받은 한솔제지 구형우에게 벌금100만원을 선고했다.[11] 9월 9일에 1994년 11월부터 1995년 6월까지 12회에 걸쳐 은괴 속에 금괴를 숨기는 방법으로 홍콩 등지로부터 도매가 160억원 상당의 호주산 금괴 1610kg을 밀수입해 시중에 판매하다가 수입한 물품의 가액이 2천만원 이상인 때에는 무기 또는 10년 이상의 징역에 처하는 특가법 관세 포탈 혐의 등으로 구속된 동양펀드 대표와 회사 직원 8명에게 징역5년~1년6월 벌금119억원~31억원에 추징금 923억원~36억원을 선고하면서 12억원 상당의 금괴 120개를 몰수했다.[12]
- 서울고등법원 민사16부 재판장으로 재직하던 1998년 1월 22일에 미국에서 거주하는 중앙정보부장이었던 김형욱의 부인이 국가를 상대로 제기한 소송에서 "반국가특별법이 헌법재판소에서 위헌으로 결정됐고 1996년에 김형욱에 대한 형사처벌도 무죄가 확정되었다"며 "국가는 몰수재산을 돌려주라"고 했다.[13]
- 서울고등법원 특별11부 재판장으로 재직하던 1998년 12월 18일에 사노맹 사건으로 징역3년6월을 복역하고 만기출소한 고모씨가 "사상전향 거부를 이유로 보안관찰 처분한 것은 부당하다"며 법무부를 상대로 제기한 행정소송에서 원고 승소판결했다.[14]